# Аймара (язык)

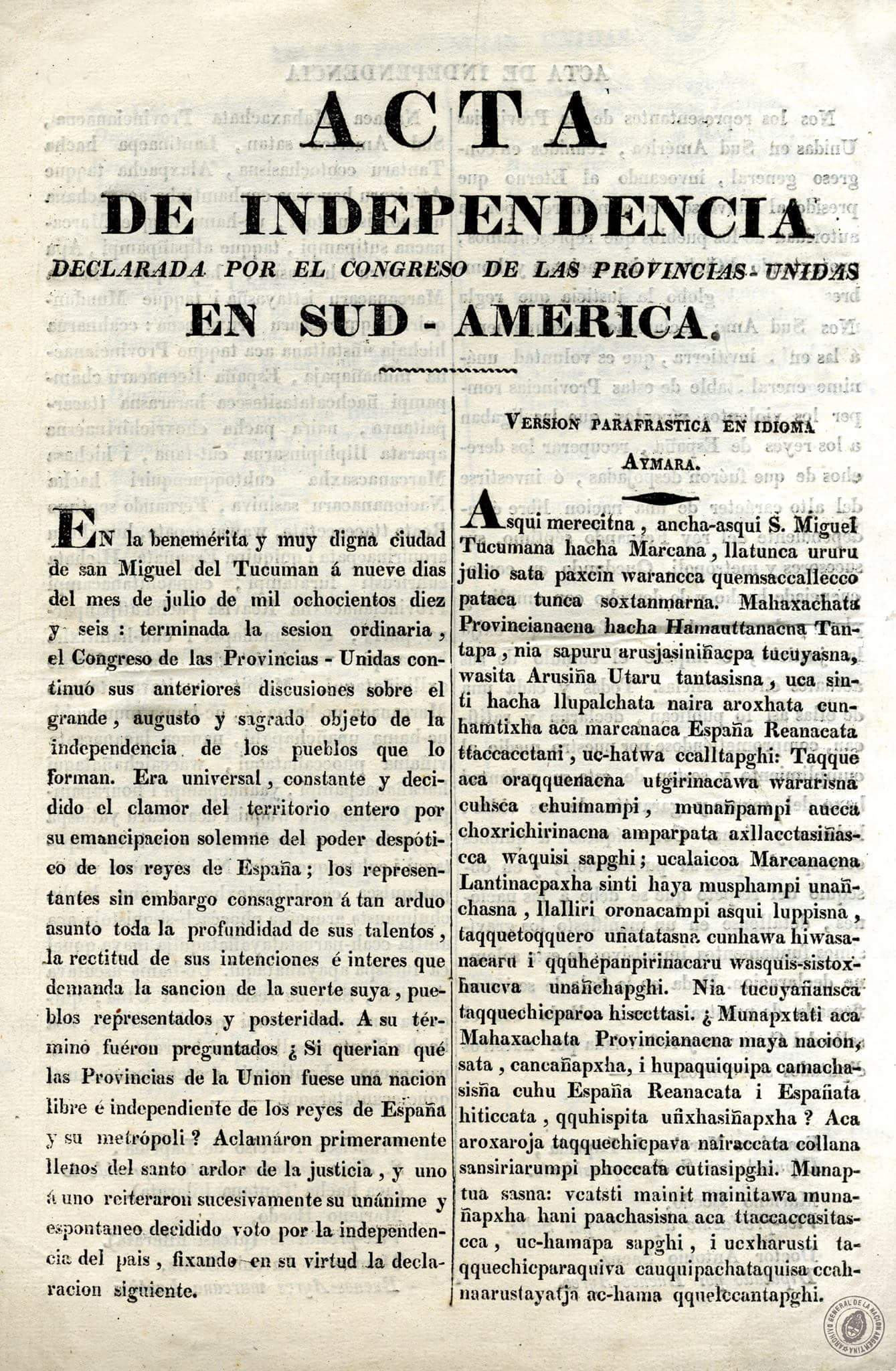
Декларация независимости Соединённых провинций Южной Америки (в настоящее время - Аргентина), написанная на испанском и на языке аймара

Аймара́ (айм. Aymar aru) — язык народа аймара, живущего в Андах. Аймара, наряду с испанским, является официальным языком Боливии. На нём также говорят в Перу, Аргентине и Чили. В древности аймара был, по-видимому, языком империи Уари, которую позднее захватили инки.
Это один из немногих индейских языков с числом носителей более миллиона человек. На нём говорит около 3,1 миллиона человек.
Некоторые лингвисты утверждают, что аймара родственен своему более распространённому соседу — языку кечуа. Это утверждение, однако, оспаривается — хотя между этими языками имеется сходство, большинство лингвистов сходится во мнении, что это сходство объясняется тем, что эти языки долгое время взаимодействовали, занимая одну или соседнюю территорию, а не их родством.
Первая грамматика языка аймара была составлена отцом Лудовико Бертонио в 1603 году; первый словарь — им же в 1608 г.
Аймара — агглютинативно-полисинтетический язык с порядком слов «SOV» (подлежащее — дополнение — сказуемое).

## Этимология
Утверждение о том, что слово «аймара» происходит из аймарских слов jaya («предок») и mara («год, время»), с высокой степенью вероятности ошибочно. Истинная этимология этого слова остаётся неясной.
Название народа аймара, на русском языке означающее также его язык, вероятнее всего, происходит от Ayma-ra-mi, что означает «место, где расположено много ферм в общественном владении».

## Письменность
Язык аймара использует латинский алфавит с несколькими дополнительными буквами: А а, Ä ä, Ch ch, Chh chh, Ch' ch', I i, Ï ï, J j, K k, Kh kh, K' k', L l, Ll ll, M m, N n, Ñ ñ, P p, Ph ph, P' p', Q q, Qh qh, Q' q', R r, S s, T t, Th th, T' t', U u, Ü ü, W w, X x, Y y.

## Языковая семья

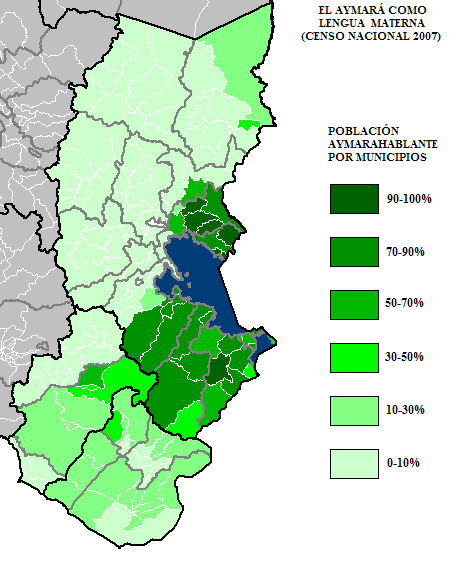
Карта по распределению аймароязычного населения Перу. Изображение ограничено тремя южными департаментами с компактным аймароязычным населением: Пуно, Мокегуа, Такна.

### Происхождение
Часто считают, что аймара произошёл от языка, на котором говорили в Тиуанако, — на том основании, что это современный язык индейцев этой области. Хотя об этом и нельзя утверждать с полной уверенностью, всё же большинство специалистов в настоящее время полагают, что язык аймара позднее распространился на юг — в область Тиуанако — из области своего первоначального распространения в центральном Перу, а также что именно аймара был основным языком государства Уари, а в Тиуанако говорили на ныне вымершем языке — пукина. Топонимы на языке аймара присутствуют севернее до центрального Перу и, конечно, на Альтиплано.

### Ближайшие родственники
Аймара, в действительности, — лишь один из коренных языков этой области; другой из существующих до наших дней — хакару/кауки. Эта языковая семья была установлена исследованием Марты Джеймс Хардман де Батиста по лингвистической программе университета Флориды. На языках хакару (jaqi aru «человеческий язык») и кауки говорят общины в районе Тупе, деревне Яуйос в департаменте Лима в центральном Перу. На языке хакару говорят около 3 тысяч человек — почти все испаноязычные билингвы. На вымирающем языке кауки говорят, в основном, старики в очень маленькой соседней общине. Доктор Хардман первоначально описала языки хакару и кауки как довольно сильно отличающиеся друг от друга, но более поздние исследования показали, что это два диалекта одного и того же языка.
Название этой языковой семье ещё не дано. Доктор Хардман предложила название хаки, в то время как перуанские лингвисты предложили другие названия. Алфредо Тореро использовал термин ару (aru) «речь»; Родолфо Серрон-Паломино, в свою очередь, предложил распространить термин «аймара» на всю семью, разделённую на две ветви, южные (или Альтиплано) аймара и центральные аймара (то есть хакару и кауки). Каждое из этих трёх предложений имеет своих последователей среди андских лингвистов.

### Дальнейшее родство
Аймара (вместе с хакару и кауки) часто объединяют с кечуа в языковую группу кечумара. Действительно, более трети словарного запаса в этих языках совпадает и есть некоторые совпадения и в грамматике, однако для реконструкции общего предка этих данных пока что недостаточно. В дальнейшем кечуа и аймара многие лингвисты сближают с языками мапуче (арауканскими) в андскую семью, а затем с аравакскими языками и языками тупи-гуарани  — в андо-экваториальную надсемью и включают в америндскую макросемью.

## История развития языка
По сведениям кипукамайоков (1542), в империи инков Тауантинсуйу аймара был официально признанным региональным языком, что было зафиксировано законом при Виракоче Инке (XIV—XV века) на следующей территории:

И, от Канов и Канчей, вверх, до границы [народов] Чаркас и всего Кондесуйо, он [Виракоча Инка] дал им в качестве главного языка — язык аймара, поскольку он очень распространён и лёгок.— Хуан де Бетансос, кипукамайоки Кальапиньа, Супно и др. Сообщение о Происхождении и Правлении Инков

## География распространения
В Боливии на этом языке говорят 2 256 000 человек; в Перу — 732 тысячи; в Чили — 53 200; в Аргентине — 41 300 человек.
Язык имеет несколько диалектов. На центральном говорят в Ла-Пасе, Боливия, от границы с Перу до города Пуно к югу от озера Титикака и в провинциях Уанкане и Мохо к северу от озера Титикака в департаменте Пуно в Перу, на северо-востоке Чили и на западе провинции Сальта на северо-западе Аргентины. На южном диалекте говорят 227 тысяч человек в перуанских департаментах Мокегуа и Такна и 160 тысяч человек в Боливии. Диалект карангас в Аргентине (30 700 человек), возможно, идентичен южному. В отличие от кечуа, диалектные различия аймара не носят сильно выраженного характера, и взаимопонимание между носителями разных диалектов имеется почти полное.

## Лингвистические черты

### Фонетика и фонология
В фонетике языка аймара три гласных звука — (/a i u/), для которых различают две степени долготы. Высокие гласные понижаются до средних перед увулярными согласными и после них — (/i/ → [e], /u/ → [o]).
Что касается согласных, то они в аймара могут быть лабиальными, альвеолярными, палатальными, велярными и увулярными. Звуки не оглушаются (например, нет разницы между [p] и [b]), но каждый согласный имеет три формы: простую (без придыхания), глоттальную и с придыханием. В аймара имеется вибрирующее /r/ и различие альвеолярный/палатальный для носовых и латеральных звуков, а также два полугласных звука — /w/ и /j/.
Согласные:
|               |                | Билабиальные | Альвеолярные | Палатальные | Заднеязычные | Увулярные | Глоттальные |
| ------------- | -------------- | ------------ | ------------ | ----------- | ------------ | --------- | ----------- |
| Носовые       | Носовые        | m            | n            | ɲ           | (ŋ)          |           |             |
| Взрывные      | Глухие         | p            | t            | t͡ʃ          | k            | q         |             |
| Взрывные      | Придыхательные | pʰ           | tʰ           | t͡ʃʰ         | kʰ           | qʰ        |             |
| Взрывные      | Абруптивные    | pʼ           | tʼ           | t͡ʃʼ         | kʼ           | qʼ        |             |
| Фрикативные   | Фрикативные    |              | s            | (ʃ)         | (x)          | χ         | h           |
| Аппроксиманты | Скользящие     |              |              | j           | w            |           |             |
| Аппроксиманты | Боковые        |              | l            | ʎ           |              |           |             |
| Одноударные   | Одноударные    |              | ɾ            |             |              |           |             |

Гласные:
|         | Передние | Средние | Задние |
| ------- | -------- | ------- | ------ |
| Верхние | i        |         | u      |
| Нижние  |          | a       |        |

Ударение обычно ставится на предпоследнем слоге, но из-за долгих гласных может сдвигаться.

### Уникальные особенности
Умберто Эко в «Поиске совершенного языка» назвал аймара языком с потрясающей гибкостью, способным к образованию многих неологизмов. Лудовико Бертонио опубликовал «Arte de la lengua aymara» в 1603 году. Он отметил, что этот язык прекрасно подходит для выражения абстрактных концепций. Аймара придают большое значение тому, наблюдал ли говорящий сам непосредственно описываемые события или нет. Культура аймара подразумевает огромное различие между «видимым/невидимым» и «известным/неизвестным» и считает нужным постоянно подчёркивать такое различие.
Лингвистический и жестикуляционный анализ языка показал, что у носителей языка аймара присутствует довольно редкое представление о времени: по всей видимости они представляют прошлое перед ними, а будущее — за ними. Носители языка описывают будущее, как qhipa uru, «Дни сзади», и иногда это сопровождается жестами позади говорящего. Это же относится и к говорящим на языках кечуа, чьё выражение qhipa p'unchaw связано с qhipa uru. Возможно, метафора проистекает из того факта, что будущее нельзя увидеть заранее.

## Википедия на языке аймара
Существует раздел Википедии на языке аймара («Википедия на языке аймара»), первая правка в нём была сделана в 2003 году. По состоянию на 10:27 (UTC) 16 июля 2025 года раздел содержит 5172 статьи (общее число страниц — 8885); в нём зарегистрировано 18 297 участников, один из них имеет статус администратора; 20 участников совершили какие-либо действия за последние 30 дней; общее число правок за время существования раздела составляет 101 300.